# Feledi László
Feledi László (Sajószentpéter, 1953. október 4. – Onga, 2024. április 14.) magyar labdarúgó, csatár.

## Pályafutása
A Diósgyőri VTK csapatában mutatkozott be az élvonalban. 1977-ben tagja volt az első diósgyőri, magyar kupagyőztes csapatnak. Ezt követően a Debreceni MVSC csapatában játszott. 1982-ben visszatért a Diósgyőrhöz.

## Sikerei, díjai
- Magyar kupa
  - győztes: 1977